# Klésák (buddhizmus)
A klésák (szanszkrit: klésa; páli: kilésza; tibeti: nyon mongs) a buddhizmusban a mentális tényezők, amelyek elhomályosítják a tudatot és káros, ártó cselekedeteket eredményeznek. A klésák olyan tudatállapotok, mint az aggodalom, félelem, harag, féltékenység, vágy, depresszió stb. Magyar fordításai: szenvek, tényezők, szennyeződések, szenvedések forrásai. Ezek a tényezők a megismerést (pramána) hibás irányba befolyásolják. A mai mahájána és théraváda hagyományokban a nem-tudás, vágy, és gyűlölet klésait tekintik az összes többi klésa forrásának. Ezt nevezik a mahájána irányzatban a három méregnek illetve a théraváda irányzatban három káros gyökérnek.
A klésa kifejezés a "klis" igei gyök származékaként a szenvedésre utal - "gyötörni", "zaklatni", "fájdalmat okozni". A korai buddhizmusban a "kilésza" terminológiát használták.

## Páli irodalom
A páli kánon beszédeiben (szútrák) a kilésza gyakran jelenti a különböző élvezeteket, amelyek beszennyezik a testi és a mentális állapotokat. Az Abhidhamma-pitakában és a poszt-kanonikus páli irodalmakban tíz szennyeződést különböztetnek meg, amelyek közül az első három (kapzsiság, gyűlölet, tévelygés) a szenvedés forrása.

### Szutta-pitaka: mentális akadályok
A páli kánonban szereplő Szutta-pitakában a kilésza és az ehhez kapcsolódó upakkilésza megakadályozzák a közvetlen megismerést (abhidzsnyá) és bölcsességet (padzsná).
Például a Szamjutta-nikájában van egy tíz beszédet tartalmazó gyűjtemény (SN 27, Kilésza-szamjutta), amelyben szerepel, hogy a "vágy-érzet" (csanda-rágo) testtel vagy tudattal való azonosítása a "tudat szennyeződését" (csittassze'szo upakkileszo) eredményezi.

### Abhidhamma: tíz szennyeződés és a káros gyökerek
A Szutta-pitaka nem tartalmaz kilésza-listát, az Abhidhamma-pitakában szereplő Dhamma-szanganí (Dhs. 1229ff.) és Vibhanga (Vbh. XII) igen és a poszt-kanonikus Viszuddhimagga (Vsm. XXII 49, 65) is (dasa kilesa-vatthūni). Az ezekben található tíz kilésza a következő:
1. kapzsiság (lobha)
2. gyűlölet (dosza)
3. tévelygés (moha)
4. önteltség (mána)
5. helytelen nézet (miccsáditthi)
6. kétség (vicsikiccsá)
7. tunyaság (thína)
8. nyugtalanság (audhatja)
9. szégyentelenség (ahríkja)
10. nemtörődömség (anapatrapja)[7]

## A szanszkrit srávaka és a mahájána irodalom

### Három méreg
A mahájána hagyományban a tévelygés, kapzsiság, és gyűlölet klésák jelentik a három mérget (szanszkrit: trivisa). A théraváda hagyományban ugyanezeket nevezik a három káros gyökérnek (páli: akuszala-múla; szanszkrit: akusala-múla). Ezeket tekintik az összes többi klésa alapjának.

### Öt méreg
A mahájána hagyományban az öt fő klésa a három mérget, valamint a büszkeség és az irigység klésákat jelenti. Összesen ez az öt méreg.

### Az Abhidharma hat gyökér-klésája
Az Abhidharma-kosa hat gyökér-klésát (múlaklesa) különböztet meg:
- kapzsiság (raga)
- gyűlölet (pratigha)
- nem-tudás (avidjá)
- büszkeség/önteltség (mána)
- kétség (vicsikiccsá)
- helytelen nézet/önfejűség (drisṭi)[8]

### Maháparinirvána-szútra
A Mahájána Maháparinirvána-szútra mintegy 50 klésát sorol fel, amelyekbe beletartozik a ragaszkodás, undor, ostobaság, féltékenység, büszkeség, makacsság, rossz akarat, önfejűség, rossz életvitel, erkölcstelenekkel való barátkozás, ragaszkodás az örömökhöz, alváshoz, evéshez, ásításhoz, fecsegéshez, hazugsághoz stb.

### Két elhomályosító dolog
A mahájána irodalomban gyakran szerepel "két elhomályosító dolog" (Wylie: szgrib gnyisz) - "a zavaró érzelmek" és a "zavaró ismeretek".

## A klésák legyőzése
Az összes buddhista iskola azt tanítja, hogy a klésákat nyugodtság (Szamatha) és belátás (Vipasszaná) meditáció segítségével lehet lecsillapítani - nem teljesen kiirtani. Ezekkel meg lehet érteni a klésák és a tudat valódi természetét. Amikor valaki teljesen megérti a tudat üres természetét, a zavaró érzelmeknek többé nem keletkeznek már gyökerei, ezért nem szennyezik be a tudatot.